# Moustafa al-Kazimi
Pour les articles homonymes, voir Al-Kazimi.
Moustafa al-Kazimi (en arabe : مصطفى الكاظمي), né le 5 juillet 1967 à Bagdad (Irak), est un homme d'État irakien. Il est Premier ministre de 2020 à 2022.

## Biographie
Né le 5 juillet 1967 à Bagdad. Son père, Abdel Latif Mechtet al-Ghribaoui, arrivé à Bagdad depuis le sud du pays (province de Dhi Qar) en 1963 (soit quatre ans avant la naissance de son fils), était superviseur technique à l’aéroport intrernational de Bagdad, et un représentant du Parti national démocratique (en).
Il est licencié en droit. Journaliste, et avocat des droits de l'homme et il milite contre le régime de Saddam Hussein et doit s'exiler en Europe: en Allemagne, puis au Royaume-Uni (dont il obtient la nationalité) où il reste jusqu’à la chute du régime de Saddam Hussein en 2003. 
À la suite de la chute du régime, Al-Kazimi dirige depuis Londres puis depuis Bagdad la fondation Dialogue humanitaire, qui se présente comme une « organisation indépendante, dont le but est de combler les écarts entre les sociétés et les cultures, et de promouvoir le dialogue comme alternative à la violence dans la résolution des crises ». Il prend également la direction de la fondation Al-Dhakira (La Mémoire) dédiée à enquêter sur les crimes du dictateur. où il contribue à récolter des enregistrements et des témoignages des victimes. Cette organisation est toutefois accusée par certains observateur d'être en même temps une agence de renseignement.
Dans les années 2010, il travaille comme journaliste pour différents médias, notamment en tant que rédacteur en chef du magazine kurde Al-Ousbou’iya (L’Hebdomadaire), et comme chef du service Irak à Al-Monitor (en). Parallèlement, il publie trois livres dont le dernier, intitulé La Question de l’Irak. La réconciliation entre le passé et l’avenir préconise pour l'Irak une neutralité régionale, où l’Iran aurait beaucoup moins d’influence. Les Américains le repèrent pour ses qualités de collecte et d'analyse d'informations, et encouragent sa nomination à la direction des services de renseignement, Iraqi National Intelligence Service, poste qu'il obtient en 2016 alors que l'Irak est en pleine guerre contre le groupe État islamique. Ce passage par les renseignements lui permet de maîtriser plusieurs dossiers, de prouver ses capacités et tisser les relations faisant de lui plus tard un homme fort au sein de l’exécutif.

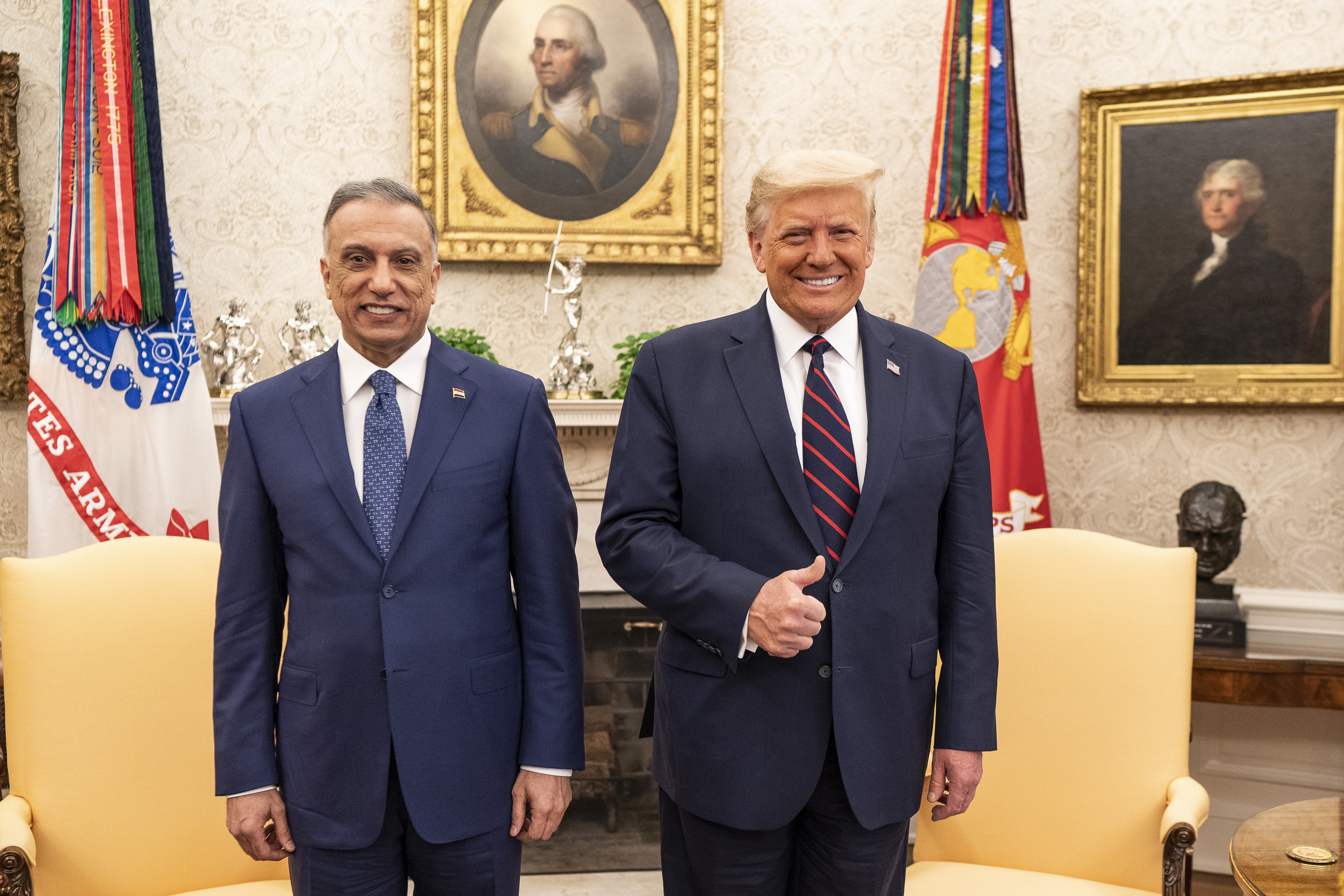
Le Premier ministre irakien Moustafa al-Kazimi reçu à la Maison-Blanche par le président américain Donald Trump en août 2020.

Il possède des contacts à la fois du côté des Américains, et de celui de l'Iran, ce qui ne l'empêche pas d'être accusé par les groupes pro-iraniens les plus radicaux d'avoir participé à l'élimination de Qassem Soleimani. Il est ainsi réputé proche des États-Unis, ayant notamment de bonnes relations avec l'administration de Donald Trump et son secrétaire d'État Mike Pompeo. Il est également proche de l'Arabie saoudite et des Émirats arabes unis.
À la suite des élections législatives irakiennes de 2018, il est pressenti pour devenir Premier ministre. Le 9 avril 2020, il est chargé de former un gouvernement. Il prend ses fonctions le 7 mai.
Le 31 juillet, il annonce des législatives anticipées pour le 6 juin 2021. Elles sont reportées au 10 octobre suivant en raison de la pandémie de Covid19.